# بن هیلی
بن هیلی (انگلیسی: Ben Healy؛ زادهٔ ۱۱ سپتامبر ۲۰۰۰) دوچرخه‌سوار اهل جمهوری ایرلند است.
از باشگاه‌هایی که در آن بازی کرده‌است می‌توان به کنندیل–دراپاک اشاره کرد.